# فرهاد
فَرهاد
به معنی شکوهمند (باشکوه)
ریشه شناسی: برای دریافت بهترِ ریشه شناسی این واژه باید نخست به ساخت و ریخت آن در فارسی باستان نگریست. فَرهاد در فارسی باستان (به نویسه ی میخی) به گمان بالا واژه ای آمیخته (مُرَکَّب) بوده است، که از دو بخش فرا  fra و داتا dāta تشکیل شده است. ریخت آن در فارسی باستان بدین شکل است:  fra-dāta- (𐎳𐎼𐎭𐎠𐎫. به معنای "بخشیده" و یا "هدیه داده شده". با این همه هیچ گواه نوشتاری مبنی بر این گمانه زنی واژه شناختی در دست نیست. اما ریخت فارسی میانه این نام‎  در نسکهای فارسی میانه (پارتی و پهلوی) در دست است، شکل نوشتاری نام فرهاد در فارسی میانه (در اینجا پهلوی) به این صورت است: Frāhāt.  این نام را در زبان های ایرانی دیگر مانند سُغدی به ریخت Frγ’t (Φργʼτ)‎ و یا زبان های دیگری هند و اروپایی مانند ارمنی به ریخت  Hrahat (Հրահատ)‎ می توان یافت که البته در ارمنی، ویژه نام یا فرنام نیست بلکه به معنای "برادر" است. نام فَرهاد  در زبان سکایی یا خُتنی نیز که از زبان های باختری ایرانی است یافت می شود که در آنجا این نام به ریخت Phraāta (‎𐨤𐨪𐨀𐨟𐨀‎)‎ آمده است.
در کردی فرهاد به دو بخش فره (زیاد یا بسیار)هات (خوش اقبال)
یکی از نام‌های ایرانی با کاربردی بسیار کهن است. این نام در میان مردم ایرانی‌تبار بیشتر به عنوان نام کوچک پسر و گاه به عنوان نام خانوادگی و گاه در ترکیباتی نام مکان‌های جغرافیایی کاربرد دارد.

## شاهان اشکانی
- فرهاد یکم (ح۱۷۶- ح۱۷۱ ق. م)
- فرهاد دوم (ح۱۳۸ یا ۱۳۷- ح۱۲۸ ق. م)
- فرهاد سوم (۷۰ یا ۶۹- ۵۸ یا ۵۷ ق. م)
- فرهاد چهارم (ح۳۷- ۲ ق. م)
- فرهاد پنجم (فرهادک) (۲ ق. م- ۴ م)

## نام کوچک
- فرهاد (کوهکن) (در داستان خسرو و شیرین)
- فرهاد نام شخصیتی در منظومه بانوگشسب‌نامه است.
- فرهاد دانشجو
- فرهاد مهراد (خواننده ایرانی)
- فرهاد اصلانی (هنرپیشه ایرانی)
- فرهاد فخرالدینی (موسیقی‌دان ایرانی)
- فرهاد قائمیان (هنرپیشه ایرانی)
- نام پسر رهام، پهلوان ایرانی شاهنامه(در شاهنامه)
- فرهاد مجیدی (فوتبالیست ایرانی)
- فرهاد قائمی بازیکن والیبال
- فرهاد توکلی بازیکن فوتسال

1. ↑  «Institut national des langues et civilisations orientales, Bibliothèque universitaire des langues et civilisations (BULAC)». African Studies Companion Online. دریافت‌شده در ۲۰۲۵-۰۱-۰۲.